# Ruth Pfau
Ruth Katherina Martha Pfau (Leipzig, 9 september 1929 – Karachi, 10 augustus 2017) was een Duitse rooms-katholieke missiezuster van de Dochters van het Hart van Maria en arts .
Ze studeerde medicijnen aan de Philipps-Universiteit Marburg. Daarna heeft ze haar leven gewijd aan de bestrijding van lepra in Pakistan. In Karachi stichtte zij het Marie-Adelaide-Lepra-Centrum.
Pakistan bewees haar na haar overlijden de laatste eer middels een staatsbegrafenis vanwege haar verdienste in de leprabestrijding.
Haar begrafenis werd live uitgezonden op de staatstelevisie. Door haar inzet voor de Pakistaanse bevolking werd ze ook wel de "Pakistaanse Moeder Teresa" genoemd.

## Erkenning
In Duitsland ontving zij in 1978 de Verdienstorden der Bundesrepublik Deutschland in 1985 het Grote Kruis van Verdienste met Ster. Sinds 1988 was zij ereburger van Pakistan. In 2002 werd zij beloond met Ramon Magsaysay Award. In 2004 met de Albert-Schweitzer-Preis, in 2005 met de Marion Dönhoff Preis en werd haar het eredoctoraat toegekend door de Universiteit van Freiburg.